# Kom (Chorwacja)
Kom – wieś w Chorwacji, w żupanii zadarskiej, w gminie Gračac. W 2011 roku liczyła 34 mieszkańców.